# Arsenal Football Club (Honduras)
El Arsenal Football Club de Roatán es club de fútbol que juega en la Liga Mayor Insular de Roatan perteneciente a la Liga Mayor de Fútbol de Honduras, la tercera División Del Fútbol Hondureño. Fue fundado en el año 1999 en Roatán, Honduras. La fundación, los colores y el nombre del club están inspirados en el club inglés Arsenal Football Club. Los colores son el rojo y el blanco.
El club juega sus partidos de local en el Coxen Hole Stadium, ubicado en Roatán, Honduras. Este estadio cuenta con una capacidad para 2,000 espectadores.
Por el club han pasado grandes jugadores como: Georgie Welcome quien llegó a jugar en AS Mónaco (club de Mónaco) y José Anthony Torres, quien es el segundo jugador con más participaciones en la Selección de fútbol de Panamá, entre otros.

## Historia
El Arsenal FC Roatán fue fundado en el año 1999 en Roatán, Honduras. Los colores del club son: el rojo y el blanco, al club se les conoce como Caracoles e Isleños. El estadio del club es el Coxen Hole Stadium de Roatán, el estadio cuenta con una capacidad para 2,000 espectadores. El club tiene como presidente al señor Leland Roy Woods Mcnab.
Desde 1999 hasta 2003, el club jugó en la Liga Mayor de Honduras (Tercera División de Honduras) y en el año 2003 logró el ascenso a la Liga de Ascenso de Honduras (Segunda División de Honduras).
En el año 2003 logró el ascenso a la Liga de Ascenso de Honduras junto al Club Unión Arenense y al Club Deportivo Universal. El club fue ubicado en la zona norte juntó a Unión Arenense, Social Sol, Deportes Savio, Villanueva FC, Real Sociedad de Tocoa, América-Marathón, Real Juventud, Real Choloma, Club Deportivo Parrillas One, Aguán Valle y Real Mallorca. El club no logró clasificar a la liguilla y tuvo una participación regular en esa temporada, la Temporada 2003-2004.
En el Apertura 2006 finalizaron como subcampeones y en Clausura 2007 terminaron como campeones de la Liga de Ascenso de Honduras. En mayo de 2007 estuvieron a punto de ascender a la Primera División de Honduras, cuando jugaron la final ante el Deportes Savio, la cual perdieron. En el Apertura 2007 finalizaron una vez más como subcampeones. Algunos de los jugadores más importantes en estos tres torneos fueron: Georgie Welcome y el panameño José Anthony Torres.
Actualmente el club juega en la Liga Mayor de Honduras y desde el Apertura 2007 no han estado cerca de ascender a la Primera División de Honduras.
En la temporada 2008 deciden contratar para el segundo semestre al entrenador colombiano Pablo Román, tras una destacada labor en el campeonato de ascenso, la Federación de Fútbol (FENAFUTH) decide contratar sus servicios como asistente técnico de las selecciones sub-17 y sub-20, logrando la clasificación de ambas selecciones a los Mundiales Nigera 2009 (sub-17) y Egipto 2009 (sub-20). Posteriormente trabaja de la mano del cuerpo técnico de la selección mayor al mando del profesor Reinaldo Rueda como uno de sus asistentes para el Mundial de Sudáfrica 2010.

## Estadio
El Arsenal FC Roatán juega sus partidos de local en el Coxen Hole Stadium con capacidad para 2,000 espectadores, ubicado en Roatán.

## Uniforme
- Uniforme titular: Camisa blanca, short blanco y medias blancas.
- Uniforme titular: Camisa roja, short rojo y medias blancas.

### Indumentaria y patrocinadores
| Período         | Proveedor    |
| --------------- | ------------ |
| 1999 - 2008     | Score        |
| 2008 - 2011     | Retto Sports |
| 2011 - presente | Runic        |

| Período    | Patrocinador                                                                                       |
| ---------- | -------------------------------------------------------------------------------------------------- |
| Actualidad | Galaxy Wave Sol Gas Island Shipping MADEYSO SERRANO'S INDUSTRIAL Municipalidad de Roatán Sun Water |

## Jugadores

### Jugadores notables
- José Anthony Torres (2007-2008)
- Georgie Welcome (2004-2008)
- Shannon Welcome (2008)

## Entrenadores
Pablo Román. 2008 entrenador principal (colombiano)

## Palmarés

### Títulos nacionales
- Campeones de la Liga de Ascenso de Honduras: 1

2006-07 Cl.
- Sub-campeones de la Liga de Ascenso de Honduras: 2

2006-07 Ap., 2007-08 Ap.